# Юзес, Франсуа-Эмманюэль де Крюссоль
Франсуа-Эмманюэль де Крюссоль (фр. François-Emmanuel de Crussol; 1 января 1728 — 22 марта 1802, Париж), герцог д'Юзес — французский генерал, первый светский пэр Франции.

## Биография
Сын Шарля-Эмманюэля де Крюссоля, герцога д'Юзеса, и Эмили де Ларошфуко.
Первоначально известный как граф или маркиз де Крюссоль, он поступил в 1744 году на службу мушкетером. В 1745 году в бою при Донауверте сменил смертельно раненого командира маркиза де Рюпельмонде. Участвовал в битве при Фонтенуа, осадах Турне, Ауденарде, Термонде и Ата (1745), осаде Намюра и битве при Року (1746). Кампмейстер кавалерийского полка Крюссоля (20.01.1747), которым командовал в том году в лагере под Валансом. Служил в Италии до окончания войны в 1748 году.
1 января 1753 отец отказался в его пользу от герцогства и пэрии, и Франсуа-Эмманюэль принял куртуазный титул герцога де Крюссоля. В тот же день, после отставки отца стал губернатором Сентонжа и Ангумуа и в этом качестве принес присягу 29 апреля. В качестве пэра Франции был принят в парламенте 6 февраля 1755. В том же году командовал своим полком в лагере у Эмери на Самбре.
В сентябре 1757 присоединился к Германской армии, участвовал в марше на Целль и переходе Аллера в декабре. В июне 1758 сражался в битве при Крефельде и за отличие 22 июля был произведен в бригадиры. 1 мая 1759 был снова определен в Германскую армию. Сражался в битве при Миндене, был в делах под Корбахом и Варбургом и в бою при Клостеркампене (1760). В 1761 году продолжил службу в Германии, где командовал бригадой королевы. 20 февраля 1761 был произведен в кампмаршалы; приказ был объявлен в ноябре, после чего герцог сложил командование полком.
3 февраля 1762 принял титул герцога д'Юзеса. 1 мая был снова назначен в Германскую армию.
В 1769 году Людовик XV предоставил герцогу доступ в свою Палату. На церемонии погребения этого короля в 1774 году герцог д'Юзес по обычаю нес королевскую корону. 26 мая 1776 был пожалован Людовиком XVI в рыцари орденов короля, а 1 марта 1780 произведен в генерал-лейтенанты.
9 сентября 1778 Тулузский парламент завершил давний спор герцогов Юзеса с епископами этого города, постановив, что трт четверти Юзеса принадлежит герцогу, а одна четверть епископу.
Во время революции герцог эмигрировал в Англию и несколько лет жил в Лондоне, где потерял жену. В 1801 году он вернулся в Париж, где снял весьма скромное жилье, поскольку лишился всех своих богатств, и умер в следующем году от грудной водянки.

## Семья
Жена (8.01.1753): Мадлен-Жюли-Виктуар де Пардайян-Гондрен (20.03.1731—13.09.1799, Лондон), дочь Луи де Пардайяна, герцога д'Антена, и Жиллетты-Франсуазы де Монморанси-Люксембург
Дети:
- Мари-Шарлотта (1755—1809). Муж: Ашиль-Жозеф Робер де Линьерак (ум. 1783), маркиз де Келюс
- Мари-Франсуа-Эмманюэль (30.12.1756—6.08.1843), герцог д'Юзес. Жена (1777): Амабль-Эмили де Шатийон (1761—1840), дочь герцога Луи-Гоше де Шатийона и Адриенны-Эмили-Фелисите де Лабом-Леблан